# Гней Невий
Гней Невий (на латински: Gnaeus Nevius) е драматург и втори римски поет. Вероятно е роден през 264 г. пр. Хр. (или по-рано) и умира в края на ІІІ век пр. Хр. (около 200 г. пр. Хр.). Най-значимото му произведение бил епосът „Пуническата война“, описващ войната, в чийто край и самият автор участвал, известна днес като Първа пуническа война.

## Биография
За живота на Гней Невий не се знае много. Има две предположения за произхода му. Според едното е родом от Кампания, област в югозападна Италия. Основания за такова предположение дава Авъл Гелий, който се изразява негативно за поета в произведението си „Атически нощи“: Epigramma Naevi plenum superbiae Campanae (Епиграмата на Невий е пълна с кампанийска надменност). Този цитат е единственият аргумент в полза на произхода на Гней Невий от Кампания. Другото предположение свързва Гней Невий с плебейския род на Невиите в Рим. Знае се, че Невий участва в Първата пуническа война, но не дали като римлянин или като съюзник.

## Творчество
Приписват му авторството на 5 – 6 трагедии и 37 комедии, нито една не е запазена.
Гней Невий следвал пътя на своя предшественик Ливий Андроник, но обогатявайки творчеството си с римски препратки и оригинални мотиви. Комедиите му били изпълнени с подигравки по адрес на римските държавни мъже. Това се оказало прекалено дръзко и разгневило влиятелни управници като Метел и Сципион. Поетът бил изгонен от Рим в Утика край Картаген (днес в Тунис).
Подходът му при преработката на гръцките комедии бил по-успешен. Той използвал контаминация – в сюжета вмъквал разпространени римски мотиви. Това се харесвало много на публиката в театъра.
Трагедиите на Гней Невий имали римски сюжети, за разлика от тези на Ливий Андроник. Наричали ги fabulae praetextatae, защото актьорите били облечени в тога претекста (toga praetexta) – дрехата на римските магистрати и жреци. Тези трагедии имали съвременен сюжет, за разлика от гръцките. Най-значимото произведение на Гней Невий е „Пуническата война“ (Bellum Punicum – исторически епос, написан в сатурнов стих и посветен на Първата пуническа война. Той започвал с митологическа част, по образец на гръцките епоси. Разказвал за падането на Троя и троянецът Еней, който се спасил и достигнал бреговете на Италия. Тези стихове много напомнят на Одисея, а в по-късно време били основа на Вергилиевата Енеида. Епосът Пуническата война бил разделен от по-късните римски издатели на 7 книги.